# Caicun (köpinghuvudort i Kina, Shanxi Sheng, lat 39,74, long 113,65)
Caicun är en köpinghuvudort i Kina. Den ligger i provinsen Shanxi, i den norra delen av landet, omkring 230 kilometer nordost om provinshuvudstaden Taiyuan. Antalet invånare är 12 674. Befolkningen består av 6 231 kvinnor och 6 443 män. Barn under 15 år utgör 18,0 %, vuxna 15-64 år 73 %, och äldre över 65 år 8,0 %.
Runt Caicun är det ganska tätbefolkat, med 172 invånare per kvadratkilometer. Närmaste större samhälle är Xinpeicun, 17,3 km sydväst om Caicun. Trakten runt Caicun består i huvudsak av gräsmarker.
Genomsnittlig årsnederbörd är 679 millimeter. Den regnigaste månaden är juli, med i genomsnitt 165 mm nederbörd, och den torraste är januari, med 4 mm nederbörd.